# Rupes Altai
La Rupes Altai è una struttura geologica della superficie della Luna sita nel quadrante sudorientale del lato visibile della Luna. Prende il suo nome dalla catena monutuosa siberiana dei monti Altaj. Ha una lunghezza di circa di 427 km.
Il limite sudorientale della sciarata termina lungo il confine occidentale del cratere Piccolomini, quindi ruota irregolarmente verso nord salendo sino ad una altezza di circa 1 km. Il termine settentrionale dell'arco è una regione irregolare senza un ben definito limite ove si congiunge con i crateri Theophilus, Cyrillus e Catharina. La scarpata forma la rima sudoccidentale del Mare Nectaris.
La Rupes Altai è difficile da localizzare durante il plenilunio. Appare come una linea brillante circa cinque giorni dopo il novilunio e genera un'ombra lunga e irregolare circa quattro giorni dopo il plenilunio.